# Raymundo Beltrán
Raymundo Beltrán (Juan Jose Rios , Sinaloa, 23 de julio de 1981) es un boxeador mexicano. Es el excampeón de la OMB en el peso ligero. Ha desafiado tres veces por el título de peso ligero de la OMB, y es excampeón de peso ligero de la WBC-NABF.

## Carrera profesional
Nacido en Juan Jose Rios, Sinaloa, México, Beltrán venció al veterano Moises Pérez para ganar el Campeonato Superligero Continental WBC de las Américas en marzo de 2008. En julio de 2012, Beltrán, entrenado por Freddie Roach y un compañero de entrenamiento de Manny Pacquiao, ganó el título del CMB NABF Ligero en un revés con una decisión de mayoría de diez asaltos sobre el contendor número uno del CMB Henry Lundy. Beltrán, en las mejores condiciones, avanzó más agresivamente y obtuvo más golpes en general gracias a las estadísticas de CompuBox. Con la victoria, Beltrán ganó la oportunidad de pelear contra el ganador de Antonio DeMarco contra John Molina por el título de peso ligero del CMB para el título más adelante en 2012. Beltrán derrotó a Ji-Hoon Kim por decisión unánime para retener el título de peso ligero de la NABF en diciembre de 2012.
El promotor del campeón ligero de la OMB, Eddie Hearn, promotor de Ricky Burns, anunció una defensa del título contra Beltrán en el Scottish Centre el 7 de septiembre de 2013. Beltrán derribó a Burns en el octavo asalto. La pelea terminó en un controvertido sorteo de decisión dividida. Muchos observadores creyeron que Beltrán había ganado claramente, Burns luchó desde tan temprano como en la segunda ronda con una fractura en la mandíbula y el sorteo fue otorgado. Burns luego le concedió a Beltrán una revancha, pero los jefes de boxeo cancelaron la revancha propuesta a favor de una pelea con el invicto Terence Crawford para ser el próximo oponente de Burns.

## Récord profesional
| 36 Ganadas (22 KOs), 9 Derrotas, 1 Empate, 1 Anulada |            |                       |      |              |            |                                                        |                                                                   |
| Res.                                                 | Récord     | Oponente              | Tipo | Rd., Tiempo  | Fecha      | Localidad                                              | Notas                                                             |
| D                                                    | 36–9–1 (1) | Richard Commey        | KO   | 8 (12), 0:54 | 28/06/2019 | Pechanga Resort & Casino, Temecula                     | Por el título mundial de la IBF del peso ligero.                  |
| G                                                    | 36–8–1 (1) | Hiroki Okada          | KO   | 9 (10), 2:09 | 10/02/2019 | Save Mart Arena, Fresno, California, U.S.              | Gana WBC Continental Americas y WBO Inter-Continental superligero |
| D                                                    | 35–8–1 (1) | José Pedraza          | UD   | 12           | 25/08/2018 | Gila River Arena, Glendale, Arizona, U.S.              | Pierde título WBO ligero                                          |
| G                                                    | 35–7–1 (1) | Paulus Moses          | UD   | 12           | 16/02/2018 | Grand Sierra Resort, Grand Theatre, Reno, Nevada, U.S. | Gana título vacante WBO ligero                                    |
| G                                                    | 34–7–1 (1) | Bryan Vázquez         | MD   | 10           | 05/08/2017 | Microsoft Theater, Los Ángeles, California, U.S.       |                                                                   |
| G                                                    | 33–7–1 (1) | Jonathan Maicelo      | KO   | 2 (12), 1:25 | 20/05/2017 | Madison Square Garden, New York City, New York, U.S.   |                                                                   |
| G                                                    | 32–7–1 (1) | Mason Menard          | KO   | 7 (10), 0:51 | 10/12/2016 | CenturyLink Center, Omaha, Nebraska, U.S.              |                                                                   |
| G                                                    | 30–7–1 (1) | Ivan Najera           | TKO  | 2 (8), 2:58  | 21/05/2016 | Laredo Energy Arena, Laredo, Texas, U.S.               |                                                                   |
| A                                                    | 29–7–1 (1) | Takahiro Ao           | ND   | 2 (12), 1:29 | 01/05/2015 | The Cosmopolitan of Las Vegas, Paradise, Nevada, U.S.  | Por el título vacante WBO ligero                                  |
| D                                                    | 29–7–1     | Terence Crawford      | UD   | 12           | 29/11/2014 | CenturyLink Center, Omaha, Nebraska, U.S.              | Por los títulos WBO, The Ring y lineal ligeros                    |
| G                                                    | 29–6–1     | Arash Usmanee         | UD   | 12           | 12/04/2014 | MGM Grand Garden Arena, Paradise, Nevada, U.S.         | Gana título vacante WBO–NABO ligero                               |
| E                                                    | 28–6–1     | Ricky Burns           | SD   | 12           | 07/09/2013 | Scottish Centre, Glasgow, Scotland, United Kingdom     | Por título WBO ligero                                             |
| G                                                    | 28–6       | Alejandro Rodríguez   | UD   | 10           | 27/04/2013 | Erwin Center, Austin, Texas, U.S.                      |                                                                   |
| G                                                    | 27–6       | Kim Ji-hoon           | UD   | 10           | 06/12/2012 | Mirage Hotel & Casino, Las Vegas, Nevada, U.S.         | Retiene título NABF ligero                                        |
| G                                                    | 26–6       | Hank Lundy            | MD   | 10           | 27/07/2012 | Resorts Casino Hotel, Atlantic City, New Jersey, U.S.  | Gana el título NABF ligero                                        |
| D                                                    | 25–6       | Luis Ramos Jr.        | UD   | 10           | 06/01/2012 | Fantasy Springs Casino, Indio, U.S.                    |                                                                   |
| G                                                    | 25–5       | Darien Ford           | KO   | 2 (8)        | 09/09/2011 | Desert Diamond Casino, Tucson, U.S.                    |                                                                   |
| D                                                    | 24–5       | Sharif Bogere         | UD   | 10           | 13/05/2011 | Buffalo Bill's Star Arena, Primm, U.S.                 | Por el título vacante WBO NABO ligero                             |
| G                                                    | 24–4       | Carlos Vinan          | RTD  | 7 (12), 3:00 | 04/03/2011 | Warner Center Marriott, Woodland Hills, U.S.           |                                                                   |
| G                                                    | 23–4       | David Torres          | TKO  | 7 (10), 2:20 | 09/01/2010 | Emerald Queen Casino, Tacoma, U.S.                     |                                                                   |
| D                                                    | 22–4       | Ammeth Diaz           | TKO  | 5 (11), 0:48 | 18/09/2008 | Centro de Convenciones Figali, Panamá City, Panamá     | Por el título WBA Fedelatin ligero                                |
| G                                                    | 22–3       | Moises Perez          | TKO  | 9 (12), 2:42 | 08/03/2008 | Plaza de Toros, Cancún, México                         | Gana el título vacante WBC Continental Americas superpluma        |
| G                                                    | 21–3       | Baudel Cardenas       | KO   | 2 (10), 2:59 | 29/09/2007 | Arco Arena, Sacramento, U.S.                           |                                                                   |
| G                                                    | 20–3       | Jose Montes           | TKO  | 1 (10), 2:10 | 20/07/2007 | Forum del Mayo, Navojoa, México                        |                                                                   |
| G                                                    | 19–3       | Carlos Gamez          | TKO  | 2 (10), 2:22 | 02/03/2007 | Forum del Mayo, Navojoa, México                        |                                                                   |
| G                                                    | 18–3       | Joel Yocupicio        | TKO  | 2 (8), 0:10  | 13/10/2006 | Auditorio Benito Juárez, Los Mochis, México            |                                                                   |
| G                                                    | 17–3       | Jaime Orrantia        | TKO  | 1 (8), 1:43  | 09/07/2005 | Convention Center, Tucson, U.S.                        |                                                                   |
| D                                                    | 16–3       | Agnaldo Nunes         | SD   | 8            | 25/03/2005 | Desert Diamond Casino, Tucson, U.S.                    |                                                                   |
| G                                                    | 16–2       | Jaime Orrantia        | UD   | 6            | 16/12/2004 | Olympic Auditorium, Los Angeles, U.S.                  |                                                                   |
| G                                                    | 15–2       | Ivan Cazarez          | TKO  | 4 (6), 1:27  | 03/09/2004 | Desert Diamond Casino, Phoenix, U.S.                   |                                                                   |
| G                                                    | 14–2       | Roque Cassiani        | UD   | 8            | 24/06/2004 | Bren Events Center, Irvine, U.S.                       |                                                                   |
| G                                                    | 13–2       | Freddy Castro         | MD   | 6            | 22/01/2004 | Marriott Hotel, Irvine, U.S.                           |                                                                   |
| G                                                    | 12–2       | Edel Ruiz             | UD   | 10           | 07/02/2003 | The Palace, Auburn Hills, U.S.                         |                                                                   |
| G                                                    | 11–2       | Sean Fletcher         | DQ   | 9 (10), 1:50 | 19/11/2002 | Dodge Theater, Phoenix, U.S.                           |                                                                   |
| G                                                    | 10–2       | Carlos Diaz           | TKO  | 2 (12), 1:16 | 01/10/2002 | Bush Co. Tent, Phoenix, U.S.                           |                                                                   |
| G                                                    | 9–2        | Carlos Rocha          | TKO  | 1            | 19/04/2002 | Auburn Hills, U.S.                                     |                                                                   |
| G                                                    | 8–2        | Wilson Santos         | KO   | 1 (8),       | 14/12/2001 | PA Convention Center, Philadelphia, U.S.               |                                                                   |
| G                                                    | 7–2        | Guillermo Vara        | TKO  | 2 (6), 2:52  | 23/11/2001 | The Palace, Auburn Hills, U.S.                         |                                                                   |
| G                                                    | 6–2        | Robert Enriquez       | TKO  | 1 (6), 2:01  | 14/10/2001 | Veteran's Memorial Coliseum, Phoenix, U.S.             |                                                                   |
| D                                                    | 5–2        | Steve Trumble         | TKO  | 4 (4), 0:22  | 26/05/2001 | Van Andel Arena, Grand Rapids, U.S.                    |                                                                   |
| G                                                    | 5–1        | Francisco Rodriguez   | TKO  | 3 (4), 1:41  | 07/04/2001 | MGM Grand, Las Vegas, U.S.                             |                                                                   |
| G                                                    | 4–1        | Juan Carlos Martínez  | PTS  | 4            | 08/01/2000 | The Pit, Albuquerque, U.S.                             |                                                                   |
| G                                                    | 3–1        | Joel Padilla          | UD   | 4            | 17/12/1999 | Celebrity Theater, Phoenix, U.S.                       |                                                                   |
| D                                                    | 2–1        | Víctor Manuel Mendoza | SD   | 4            | 04/12/1999 | Bush Co. Tent, Phoenix, U.S.                           |                                                                   |
| G                                                    | 2–0        | Rafael Magana         | TKO  | 3 (4), 2:18  | 06/11/1999 | Bush Co. Tent, Phoenix, Arizona, U.S.                  |                                                                   |
| G                                                    | 1–0        | Víctor Manuel Mendoza | UD   | 4            | 02/07/1999 | Convention Center, Tucson, Arizona, U.S.               | Professional debut                                                |